# بيتا أزرق القفا
بيتا أزرق القفا (الاسم العلمي: Hydrornis nipalensis) (بالإنجليزية: Blue-naped Pitta)‏ هي نوع من الطيور تتبع جنس البيتا المخطط من فصيلة طيور البيتا.